# Дентална медицина
Денталната медицина (още зъболечение) е приложна медико-биологична наука. Тя е дял от стоматологията, който изучава устройството, функциите, диагностиката, профилактиката и лечението на заболяванията на зъбите.
Медицинските специалисти, които лекуват заболяванията на зъбите и устната кухина, се наричат лекари по дентална медицина. Преди това официално са се наричали стоматолози, а разговорно – зъболекари. Всички лекари по дентална медицина, които упражняват професията си, членуват в Българския зъболекарски съюз (БЗС).

## Исторически сведения

### Древност
Съществуват доказателства, че още по време на Индската цивилизация се е практикувало зъболечение, т.е. още преди 7000 г. пр.н.е. Тази ранна форма на денталната медицина, при която са използвани техники за пробиване и почистване на зъбите, се е практикувала от специализирани в дейността хора. Възстановката на тези древни форми на зъболечение показва, че използваните методи са били надеждни и ефективни. В свещените книги на Древна Индия са открити и наставления за изработване на четки за зъби от дърво и препоръки зъбите да се измиват с ароматични пасти, изготвени от стрити на прах растения.
В шумерски текст от около 5000 г. пр.н.е. е описано, че причината за зъбния кариес е „зъбен червей“. Доказателства за подобни схващания за кариеса са открити и в древните Индия, Египет, Япония и Китай. Легендарният „зъбен червей“ е смятан за причина дълги години. Описан е както в текстове на Омир, така и в сведения от 14 век, според които все още се е вярвало, че причината за кариес е червей.
Папирусът Едуин Смит, написан през 17 век пр.н.е., за чието написване са използвани текстове от 3000 г. пр.н.е., описва лечение на няколко стоматологични заболявания. За облекчаване на болката древните египтяни практикували основно трепанация на черепа. Намерена е интересна находка, датираща от Новото царство на мъжки череп, по който се виждат две дупки. Всяко от тях е с дълбочина 5 mm и широчина 2 mm. Проектирани са на нивото на корените на зъбите и представляват доказателство за зъболекарско вмешателство в хода на болестта. Известни са много папируси с текстове на медицинска тематика. Един от най-запазените от тях днес се съхранява в библиотеката на Университета в Лайпциг. В него са описани заболявания на зъбите като пулпити, кариес, развалени и счупени зъби. Описани са и рецепти за облекчаване на болката при зъбобол. През 1914 г. в погребална камера в Гиза е открит череп, на който два зъба са свързани помежду си с тел. Според специалисти това би могло да бъде предшественикът на съвременното шиниране, а според други вероятно тази техника е приложена за заздравяване на зъбите при балсамирането. По-нови изследвания говорят, че в периода около 3000 г. пр.н.е. египтянинът Hesi-Re е наричан за пръв път с определението „зъболекар“. Египтяните първи използват подмяната на свалените зъби със златни. Това е видно от друга находка от 1952 г., представляваща три зъба, свързани със златна тел. Смята се, че това е или мост, направен приживе, или изграждане на зъби посмъртно.
През 18 век пр.н.е. в Законника на Хамурапи е описано двойното изваждане на зъби като форма на наказание. Изследване на кости от египетски граждани и гръко-римляни открива начални опити за употребата на зъбни протези и упражняване на зъбна хирургия.
Древногръцките учени Хипократ и Аристотел пишат за стоматологията, включително описват и устройството на зъба, лечение на „изгнили“ зъби и заболяване на венците, извличане на зъбите с форцепс и използване на метални скоби за стабилизиране на зъбите и фрактура на челюстите. Хипократ свързва заболяванията на зъбите и устната лигавица със заболяванията на стомаха, черния дроб и далака. Според някои изследователи, първите, които използват употребата на зъбни мостове, са етруските от периода на 700 г. пр.н.е. Древноримският лекар Авъл Корнелий Целз описва заболявания на устата и лечението на някои заболявания след употребата на наркотични и адстрингентни средства. В древен Китай за лечение на зъбите се е прилагала акупунктура. За екстракция на зъб Гален е използвал прашковидна превръзка през брадата, Целзий си е служил с конци от косми, за да фиксира чрез връзване между зъбите счупена долна челюст.

### Средновековие и Ренесанс
През Средновековието, заедно с други дялове на медицината, и стоматологията преживява упадък в Европа. Арабската школа обаче развива някои методи за лечение и диагностициране на заболяванията. В своята медицинска книга Хали Абаз препоръчва при заболяване на зъб да се налива в отворената пулпа врящо масло. Авицена в своя „Канон на медицината“ описва употребата на арсен като средство за радикално лечение на зъбите, а арабският лекар Скрапион описва броя на корените на зъбите.
Към манастирите в Европа се създават болници, някои от които стават медицински училища. През VІ век в планината Монте Касино, Италия е създадена първата манастирска болница, където монасите лекуват и болести на устната кухина. През ІХ век е основан първият университет в бенедиктинския манастир в Салерно, където се изучава и медицина.
Зъболекарски екстракции са били използвани за лечение на различни заболявания. По време на Средновековието и през целия 19 век стоматологията не е професия сама за себе си, а често бръснари или общопрактикуващи лекари са изпълнявали стоматологични процедури. Бръснарите се ограничавали основно до вадене на болни зъби с цел облекчаване на болката и премахване на хронична инфекция.
По времето на Ренесанса основателят на съвременната анатомия Андреас Везалиус учи медицина в Париж. Амброаз Пере, който е основател на съвременната хирургия, прави първите описания на зъбни операции. През 1560 г. става първият, който е извършил затваряне на перфорация на небцето с обтуратор. Благодарение на заслугите си се издига до „главен хирург на краля“.

### XVIII-XX век
Пиер Фошар е основател на съвременното зъболечение. Заради ръководството „Le chirurgien Dentiste“, което представлява енциклопедия за зъболечебна информация, Световната зъболекарска федерация му присъжда званието „баща на стоматологията“.
През 1711 г. Матеус Пурман въвежда восъка като отпечатъчен материал. През 1790 г. Джон Гриинууд създава първата крачна бормашина, на базата на чекрък. През 1826 г. Таво въвежда амалгамата като пломбировъчен материал.
През 1840 г. в Балтимор, САЩ, от Хорас Хейдън и Чапин Харис е създадено първото зъболекарско училище в света – „Baltimore College of Dentistry“, днес „School of Dentistry at the University of Maryland“. Първото зъболекарско училище в Европа е създадено през 1859 г. в Лондон, а по-късно – в Париж през 1879 г. и в Женева през 1891 г.
През 1844 г. Хорас Уелс пръв използва анестезия за обезболяване на зъбна екстракция.
През 1866 г. Lucy Beaman Hobbs Taylor става първата жена, получила диплом за зъболекар.
През 1895 г. Вилхелм Рьонтген открива рентгеновите лъчи и в края на 19 век започва използването им в зъболекарските кабинети.
През XX век се извършват множество научни открития в областта на зъболечението. Внедряват се съвременни материали за зъбопротезиране, естетична обтурация, поставя се началото на имплантологията и пр. Съвременната стоматология разглежда денталното здраве като неразривна част от общото здраве.

### В България
През ІХ век Йоан Екзарх в „Шестоднев“ описва анатомията на лицето, включително зъбите. През Х-ХІ век в лекарствения сборник „Зелейник“ са описани рецепти против зъбобол.
По време на Второто българско царство (1018 – 1396) зъболечение се извършва от народни лечители. Създават се първите болници към Бачковския и Рилския манастир.
По време на османската власт (1396 – 1878) лечебната дейност се е извършвала основно в манастирите чрез билколечение. Когато последното не давало резултат, зъбът се изваждал от „зъбари“ (бръснари, ковачи и др.). Зъботехническите инструменти са се изработвали от ковачите и са се предавали от поколение на поколение. Поради работа в нехигиенични условия често следвали усложнения, като инфекции, фрактури на челюстта, изваждане на здрав зъб и др.
След Освобождението в България пристигат много зъболекари от чужбина. През 1878 г. в Русе започва работа Фридрих Карл Фламих, дошъл от Чехия, който е първият дипломиран зъболекар. През 1893 г. зъболекарите са вече 14 и работят в по-големите градове. Първият българин, който става правоспособен зъболекар, след като е завършил Букурещкото дентистко училище, е Васил Аргазов.
След Първата световна война зъболечението е частно или частично безплатно. След Втората световна война обществената зъболечебна мрежа се разраства. През 1942 г. в Медицинския факултет на Софийския университет е създаден зъболекарски отдел с три катедри: Консервативно зъболечение, Оперативно зъболечение и Зъботехника. През 1950 г. зъболекарския отдел е преименуван в Стоматологичен, а година по-късно прераства в самостоятелен Стоматологичен факултет към Медицинска академия. Същата година е създаден първият Медицински техникум по зъботехника. Въвежда се безплатна медицинска помощ, която обхваща и зъболечението, с изключение на зъбопротезирането.
През 1970 г. във ВМИ - Пловдив се откриват три катедри в специалност „Стоматология“: Терапевтична, Хирургична и Ортопедична стоматология, а през 1974 г. се открива самостоятелен Стоматологичен факултет.
През 1999 г. се въвежда здравноосигурителната система и част от услугите са финансирани от Здравноосигурителната каса.
През 2006 г. се открива Стоматологичен факултет и към Медицинския университет във Варна.
Понастоящем зъботехниците се обучават в Медицинските колежи.

## Дялове на денталната медицина
Както повечето приложни медико-биологични науки, денталната медицина също има два основни дяла: фундаментална и специална:

### Фундаментална дентална медицина
- Морфология на главата и устната кухина;
- Физиология на устната кухина;
- Биохимия на устната кухина;
- и други.

### Специална дентална медицина
- Консервативно зъболечение, което включва разделите кариесология и ендодонтия;
- Ортодонтия;
- Орална и лицево-челюстна хирургия;
- Пародонтология;
- Протетична дентална медицина;
- Детска дентална медицина
- Дентална образна диагностика (в други страни е известна като Орална и лицево-челюстна радиология)
- Дентална клинична алергология
- Орална патология
- Имплантология

## Заболявания, които са от интерес на денталната медицина
Специфично заболяване, което се отличава с множество проблеми на зъбите, тяхното израстване, подреждане, както и образуването на кариеси е Синдром на Даун.

## Особености на стоматологичната практика
Някои ревматолози твърдят, че вибрациите (на по-старите модели машини, особено ако не са настроени от техник правилно) могат да дразнят работата на стоматолога при използването им, и дори при по-продължително използване, тези повтарящи се манипулации да влияят върху двигателния апарат на дясната ръка на стоматолога, ако тези "монотонни" манипулации са правени с недобренастроена машина (или може би дори развалена) върху малките, трудно видими и болезнени за пациента обекти (зъбите), тоест това да води до продължително статично и дори „динамично“ (не е ясно в какво се състои динамиката при използване на ненастроена машина?) натоварване на опорно-двигателния апарат, причинено съответно от специфичната „работна поза“ и от наложителната постоянна работа с инструменти (тоест използване на различни инструменти и сменянето на инструмент с машината), която може да се усложни, ако двигателния апарат на дясната ръка е увреден. По време на работа стоматолозите имат контакт и с токсични материали, което може да усложни състоянието, ако вече са проявени ревматологични или неврологични проблеми, още повече и ако има работа, макар и с дентални ръкавици, с инфектирани биологични тъкани. Също така работят с вибрации, източници на лъчения (недобре настроено осветление на работната машина), остри и режещи инструменти, при наличие на шум на недобре настроената машина. Подложени са на постоянно напрежение на нервната система и зрителния анализатор при недобре настроено осветление или неизползване на дентална оптика?

## Стоматологична етика, работна етика и медико-правни въпроси
Стоматологията е уникална с това, че изисква студентите по дентална медицина да имат базирани на компетентност клинични умения, които могат да бъдат придобити само чрез контролирано специализирано лабораторно обучение и директна грижа за пациенти. Това налага необходимост от научна и професионална основа за грижи, включително задълбочено обучение основано на научни изследвания. Някои експерти намират акредитацията на денталните училища за важна за повишаване на качеството и професионализма на денталното образование.